# Ле Соде (Фрозиноне)
Ле Соде је насеље у Италији у округу Фрозиноне, региону Лацио.
Према процени из 2011. у насељу је живело 120 становника. Насеље се налази на надморској висини од 334 м.